# Kayla Blake
Kayla Blake (nacida Elsie Mapuana Sniffen; 4 de diciembre de 1963) es una actriz estadounidense. También es acreditada como Leila Lee Olsen y Elsie Sniffen. Es conocida por su papel de Kim en Sports Night.
Blake protagonizó junto a What a Counry como Yung Hi, y en One West Waikiki como Nui Shaw. Blake tuvo un papel recurrente como Kim, en la serie Sports Night que duró dos temporadas desde 1998 hasta 2000. Tuvo apariciones menores en Without a Trace, Tour of Duty y Lois & Clark.
También apareció en películas como Lambada, Basic Instinct y Four Christmases.